# 貝雷濟夫卡 (別列斯京區)
49°26′28″N 35°42′16″E / 49.44111°N 35.70444°E
貝雷濟夫卡（烏克蘭語：Березівка）是位於烏克蘭東部的村莊，由哈爾科夫州别列斯京区的納塔利內市鎮負責管轄。該村始建於1910年，面積4.45平方公里，海拔高度115米，2023年人口351，人口密度每平方公里4.48人。